# Адем Буджемлін
Адем Боуджемлін (араб. أدم•بوجملين; нар. 28 лютого 1994) — алжирський борець греко-римського стилю, п'ятиразовий чемпіон, дворазовий срібний та триразовий бронзовий призер чемпіонатів Африки, дворазовий чемпіон Африканських ігор, учасник двох Олімпійських ігор.

## Життєпис
Боротьбою почав займатися з 2004 року. У 2014 році здобув срібну медаль чемпіонату Африки серед юніорів. У 2015 році став срібним призером чемпіонату Африки у вільній боротьбі.
Тренер — Мессуд Зідан.

## Спортивні результати на міжнародних змаганнях

### Виступи на Олімпіадах
| Змагання                    | Збірна | Вагова категорія                 | Місце |
| --------------------------- | ------ | -------------------------------- | ----- |
| Літні Олімпійські ігри 2016 | Алжир  | греко-римська боротьба, до 85 кг | 17    |
| Літні Олімпійські ігри 2020 | Алжир  | греко-римська боротьба, до 97 кг | 15    |

### Виступи на Чемпіонатах світу
| Змагання                        | Збірна | Вагова категорія                 | Місце |
| ------------------------------- | ------ | -------------------------------- | ----- |
| Чемпіонат світу з боротьби 2017 | Алжир  | греко-римська боротьба, до 85 кг | 20    |
| Чемпіонат світу з боротьби 2018 | Алжир  | греко-римська боротьба, до 87 кг | 8     |
| Чемпіонат світу з боротьби 2019 | Алжир  | греко-римська боротьба, до 97 кг | 30    |
| Чемпіонат світу з боротьби 2023 | Алжир  | греко-римська боротьба, до 97 кг | 28    |

### Виступи на Чемпіонатах Африки
| Змагання                         | Збірна | Вагова категорія                 | Місце  |
| -------------------------------- | ------ | -------------------------------- | ------ |
| Чемпіонат Африки з боротьби 2014 | Алжир  | греко-римська боротьба, до 80 кг | Бронза |
| Чемпіонат Африки з боротьби 2015 | Алжир  | греко-римська боротьба, до 80 кг | Бронза |
| Чемпіонат Африки з боротьби 2015 | Алжир  | вільна боротьба, до 86 кг        | Срібло |
| Чемпіонат Африки з боротьби 2016 | Алжир  | греко-римська боротьба, до 85 кг | Золото |
| Чемпіонат Африки з боротьби 2017 | Алжир  | греко-римська боротьба, до 85 кг | Срібло |
| Чемпіонат Африки з боротьби 2018 | Алжир  | греко-римська боротьба, до 87 кг | Золото |
| Чемпіонат Африки з боротьби 2019 | Алжир  | греко-римська боротьба, до 97 кг | Золото |
| Чемпіонат Африки з боротьби 2020 | Алжир  | греко-римська боротьба, до 97 кг | Золото |
| Чемпіонат Африки з боротьби 2022 | Алжир  | греко-римська боротьба, до 97 кг | Золото |
| Чемпіонат Африки з боротьби 2023 | Алжир  | греко-римська боротьба, до 97 кг | Срібло |

### Виступи на Африканських іграх
| Змагання              | Збірна | Вагова категорія                 | Місце  |
| --------------------- | ------ | -------------------------------- | ------ |
| Африканські ігри 2015 | Алжир  | вільна боротьба, до 97 кг        | 8      |
| Африканські ігри 2015 | Алжир  | греко-римська боротьба, до 85 кг | Золото |
| Африканські ігри 2019 | Алжир  | греко-римська боротьба, до 97 кг | Золото |

### Виступи на Кубках світу
| Змагання                    | Збірна | Вагова категорія                 | Місце |
| --------------------------- | ------ | -------------------------------- | ----- |
| Кубок світу з боротьби 2020 | Алжир  | греко-римська боротьба, до 97 кг | 14    |

### Виступи на Чемпіонатах світу серед військовослужбовців
| Змагання                                                  | Збірна | Вагова категорія                 | Місце  |
| --------------------------------------------------------- | ------ | -------------------------------- | ------ |
| Чемпіонат світу з боротьби серед військовослужбовців 2014 | Алжир  | греко-римська боротьба, до 85 кг | 5      |
| Чемпіонат світу з боротьби серед військовослужбовців 2016 | Алжир  | греко-римська боротьба, до 85 кг | 5      |
| Чемпіонат світу з боротьби серед військовослужбовців 2018 | Алжир  | греко-римська боротьба, до 87 кг | Бронза |
| Чемпіонат світу з боротьби серед військовослужбовців 2021 | Алжир  | греко-римська боротьба, до 97 кг | 5      |

### Виступи на Всесвітніх іграх військовослужбовців
| Змагання                                | Збірна | Вагова категорія                 | Місце |
| --------------------------------------- | ------ | -------------------------------- | ----- |
| Всесвітні ігри військовослужбовців 2019 | Алжир  | греко-римська боротьба, до 97 кг | 10    |

### Виступи на Середземноморських чемпіонатах
| Змагання                                     | Збірна | Вагова категорія                 | Місце  |
| -------------------------------------------- | ------ | -------------------------------- | ------ |
| Середземноморський чемпіонат з боротьби 2018 | Алжир  | греко-римська боротьба, до 87 кг | Срібло |

### Виступи на Середземноморських іграх
| Змагання                    | Збірна | Вагова категорія                 | Місце  |
| --------------------------- | ------ | -------------------------------- | ------ |
| Середземноморські ігри 2018 | Алжир  | греко-римська боротьба, до 97 кг | Срібло |

### Виступи на Іграх ісламської солідарності
| Змагання                          | Збірна | Вагова категорія                 | Місце  |
| --------------------------------- | ------ | -------------------------------- | ------ |
| Ігри ісламської солідарності 2017 | Алжир  | греко-римська боротьба, до 85 кг | Бронза |
| Ігри ісламської солідарності 2022 | Алжир  | греко-римська боротьба, до 97 кг | 5      |

### Виступи на інших змаганнях
| Змагання                                                       | Збірна | Вагова категорія                 | Місце  |
| -------------------------------------------------------------- | ------ | -------------------------------- | ------ |
| Кубок Хапаранди з боротьби 2013                                | Алжир  | греко-римська боротьба, до 84 кг | 4      |
| Турнір Дана Колова — Николи Петрова 2014                       | Алжир  | греко-римська боротьба, до 80 кг | 12     |
| Гран-прі Парижа з боротьби 2015                                | Алжир  | греко-римська боротьба, до 85 кг | 10     |
| Турнір Вехбі Емре і Гаміта Каплана 2015                        | Алжир  | греко-римська боротьба, до 85 кг | 26     |
| Турнір Дана Колова — Николи Петрова 2015                       | Алжир  | греко-римська боротьба, до 85 кг | 14     |
| Арабський чемпіонат з боротьби 2015                            | Алжир  | греко-римська боротьба, до 85 кг | Срібло |
| Кубок Тахті 2016                                               | Алжир  | греко-римська боротьба, до 85 кг | 13     |
| Турнір Дана Колова — Николи Петрова 2016                       | Алжир  | греко-римська боротьба, до 85 кг | 9      |
| Олімпійський кваліфікаційний турнір з боротьби 2016 (Алжир)    | Алжир  | греко-римська боротьба, до 85 кг | Срібло |
| Кубок Владислава Пітласинські 2016                             | Алжир  | греко-римська боротьба, до 85 кг | 16     |
| Золотий Гран-прі з боротьби 2016                               | Алжир  | греко-римська боротьба, до 85 кг | 9      |
| Турнір Дана Колова — Николи Петрова 2017                       | Алжир  | греко-римська боротьба, до 85 кг | 10     |
| Меморіал Іона Корнеану і Ладислава Сімона 2017                 | Алжир  | греко-римська боротьба, до 85 кг | Бронза |
| Кубок Вантаа з боротьби 2017                                   | Алжир  | греко-римська боротьба, до 85 кг | 8      |
| Меморіал Іона Корнеану і Ладислава Сімона 2018                 | Алжир  | греко-римська боротьба, до 97 кг | Бронза |
| Гран-прі Угорщини з боротьби 2019                              | Алжир  | греко-римська боротьба, до 97 кг | 22     |
| Кубок Владислава Пітласинські 2019                             | Алжир  | греко-римська боротьба, до 97 кг | Бронза |
| Київський Міжнародний турнір з боротьби 2021                   | Алжир  | греко-римська боротьба, до 97 кг | 9      |
| Олімпійський кваліфікаційний турнір з боротьби 2020 (Хаммамет) | Алжир  | греко-римська боротьба, до 97 кг | Золото |
| Кубок Владислава Пітласинські 2021                             | Алжир  | греко-римська боротьба, до 97 кг | 9      |
| Турнір Дана Колова — Николи Петрова 2022                       | Алжир  | греко-римська боротьба, до 97 кг | 16     |
| Турнір Зухає Сгає 2022                                         | Алжир  | греко-римська боротьба, до 97 кг | Бронза |
| Турнір Ібрагіма Мустафи 2023                                   | Алжир  | греко-римська боротьба, до 97 кг | 13     |
| Всесвітні бойові ігри 2023                                     | Алжир  | греко-римська боротьба, до 97 кг | Срібло |

### Виступи на змаганнях молодших вікових груп
| Змагання                                                   | Збірна | Вагова категорія                 | Місце  |
| ---------------------------------------------------------- | ------ | -------------------------------- | ------ |
| Чемпіонат Африки з боротьби серед юніорів 2014             | Алжир  | греко-римська боротьба, до 96 кг | Срібло |
| Середземноморський чемпіонат з боротьби серед юніорів 2014 | Алжир  | вільна боротьба, до 84 кг        | Срібло |
| Середземноморський чемпіонат з боротьби серед юніорів 2014 | Алжир  | греко-римська боротьба, до 84 кг | Золото |
| Чемпіонат світу з боротьби серед юніорів 2014              | Алжир  | греко-римська боротьба, до 84 кг | 13     |
| Чемпіонат світу з боротьби серед молоді 2017               | Алжир  | греко-римська боротьба, до 85 кг | 15     |